# Missió d'Assistència de les Nacions Unides a l'Afganistan
La Missió d'Assistència de les Nacions Unides a l'Afganistan (coneguda també com a UNAMA per les sigles en anglès de United Nations Assistance Mission in Afghanistan) és una missió política de l'Organització de les Nacions Unides creada a petició del govern de l'Afganistan per ajudar al poble afganès en l'assentament d'unes bases per a la pau i el desenvolupament. La missió es va crear el 28 de març de 2002 després de l'aprovació de la Resolució 1401 del Consell de Seguretat de les Nacions Unides.
El seu mandat original anava dirigit a donar suport a la posició de la comunitat internacional plasmat en l'Acord de Bonn de desembre de 2001. Revisat anualment, el mandat s'ha modificat amb el pas dels anys per acomodar les necessitats del país. El mandat actual de la UNAMA contempla els següents punts: el suport al govern de l'Afganistan en els seus esforços per millorar determinats aspectes crítics, com a seguretat, governament i desenvolupament econòmic i cooperació regional; així com donar suport a la implementació completa de compromisos mutus derivats de la conferència internacional a Londres de gener de 2010 i la posterior conferència celebrada a Kabul al juliol de 2010 que van donar com a resultat l'adopció de l' Estratègia Nacional de Desenvolupament de l'Afganistan i l'Estratègia Nacional de Control de Drogues. Les línies de treball claus de la UNAMA se centren en el foment pel respecte als Drets Humans, provisió d'assistència tècnica, gestió i coordinació de tota l'ajuda humanitària de les Nacions Unides i la reconstrucció i desenvolupament de l'economia afganesa. Aquestes línies de treball van ser recolzades amb l'aprovació de la Resolució 1662 del Consell de Seguretat de març de 2006.

## Estructura
La seu de la UNAMA es troba a Kabul. A més, la UNAMA té oficines regionals i provincials a tot Afganistan i oficines d'enllaç a Islamabad i Teheran. Les oficines regionals es troben a Kabul, Herat, Bamyan, Gardez, Kandahar, Jalalabad, Kunduz, i Mazar-i-Sharif. Al voltant del 80% del personal de la UNAMA són nacionals afganesos que treballen en diversos llocs i nivells dins de la missió política. Tant la presència generalitzada com la personalitat inclusiva del personal d'UNAMA es consideren un actiu valuós, especialment amb els intents de coordinar programes de socors i recuperació amb les diferents parts interessades de tot el país.
UNAMA està encapçalada pel Representant Especial del Secretari General (SRSG) per a l'Afganistan, Tadamichi Yamamoto, que va ser nomenat pel càrrec al juny de 2016, en substitució del sud-africà Nicholas Haysom. Hi ha sis representants especials anteriors: Lakhdar Brahimi (antic ministre d'Afers Exteriors d'Algèria) que va servir des d'octubre de 2001 fins a gener de 2004, tot i renunciar al càrrec dos anys abans; Jean Arnault qui va ocupar el càrrec entre febrer de 2004 i febrer de 2006, seguit de Tom Koenigs que va ocupar el càrrec entre març de 2006 i desembre de 2007, Kai Eide que va ocupar el càrrec entre el 2008 i el 2010, Staffan di Mistura de 2010 a 2011 i Ján Kubiš de 2012 a 2014.
El responsable d'UNAMA és responsable de totes les activitats de l'ONU al país. Hi ha també dos representants especials adjunts (DSRSG) que supervisen els pilars principals de la missió: qüestions de desenvolupament i assumptes polítics. Entre aquests pilars, s'inclouen departaments especialitzats en temes com els drets humans i la governança.
El pilar de desenvolupament està liderat per Toby Lanzer, un Representant Especial Adjunt centrat en els esforços d'ajuda i la reconstrucció d'infraestructures i altres components importants de la societat.
El pilar d'assumptes polítics està liderat per Ingrid Hayden, un representant especial adjunt responsable de donar suport a la divulgació política, la resolució de conflictes i la cooperació regional.

## Pilar d'afers polítics d'UNAMA
La part d'Afers Política d'UNAMA està dirigida actualment per Ingrid Hayden.
El 2004, a l'Afganistan es van celebrar eleccions presidencials en les quals va guanyar Hamid Karzai amb el 55,4% dels vots (21 de 34 províncies) i el 2005 es van celebrar eleccions parlamentàries arreu del país. Les eleccions presidencials es van celebrar novament a l'agost de 2009 i la participació dels votants va ser del 33%. Les següents eleccions parlamentàries es van celebrar al setembre de 2010. Hi van concórrer més de 2.600 candidats, incloses més de 400 dones. Les següents eleccions presidencials del Consell Provincial es van celebrar el 5 d'abril de 2014. Després que cap candidat obtingués el 50 per cent més un dels vots necessaris per guanyar la votació presidencial, la Comissió Electoral Independent de l'Afganistan (IEC) va celebrar una segona ronda el 14 de juny de 2014 entre els dos candidats amb més vots de la primera ronda, Abdullah Abdullah i Ashraf Ghani Ahmadzai. El 29 de setembre de 2014, després d'un procés d'auditoria de vots, es va proclamar el nou president de l'Afganistan, que va marcar la primera transició democràtica del poder a la història del país, així com l'establiment d'un Govern d'Unitat Nacional, amb Abdullah Abdullah nomenat Cap Oficial executiu de l'Afganistan.

## Desenvolupament i assistència humanitària
A partir de l'1 de març de 2017, Toby Lanzer va substituir Mark Bowden per liderar el pilar de desenvolupament de la UNAMA, que serveix per integrar encara més els esforços de reconstrucció a l'Afganistan, especialment pel que fa als drets de les dones, la creació de capacitats i la supervisió d'un esforç sensible tant d'organismes internacionals com de afganesos.